# Andergassen (Familie)

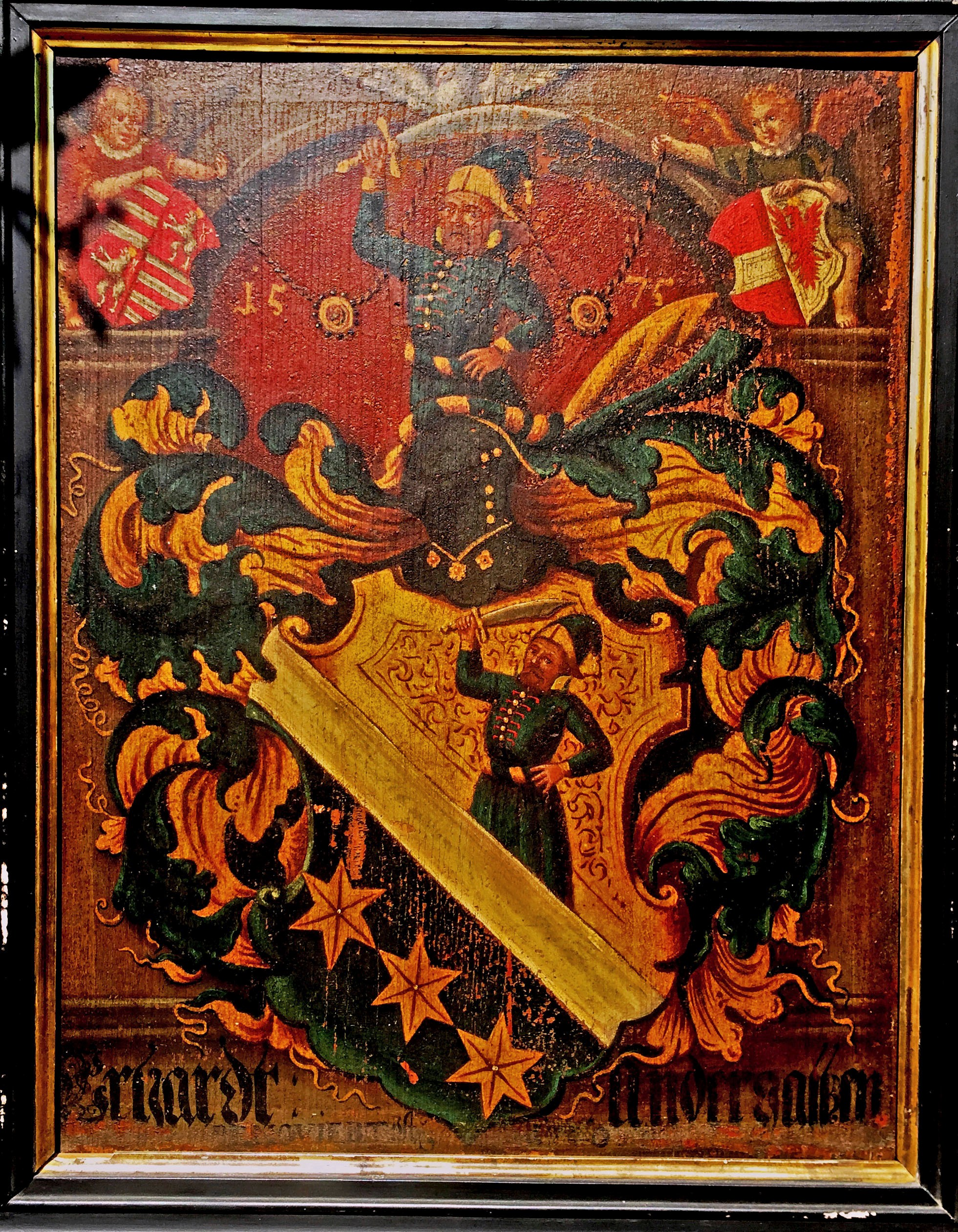
Familienwappen Andergassen. Erhardt an der Gassen. Um 1600. Malerei

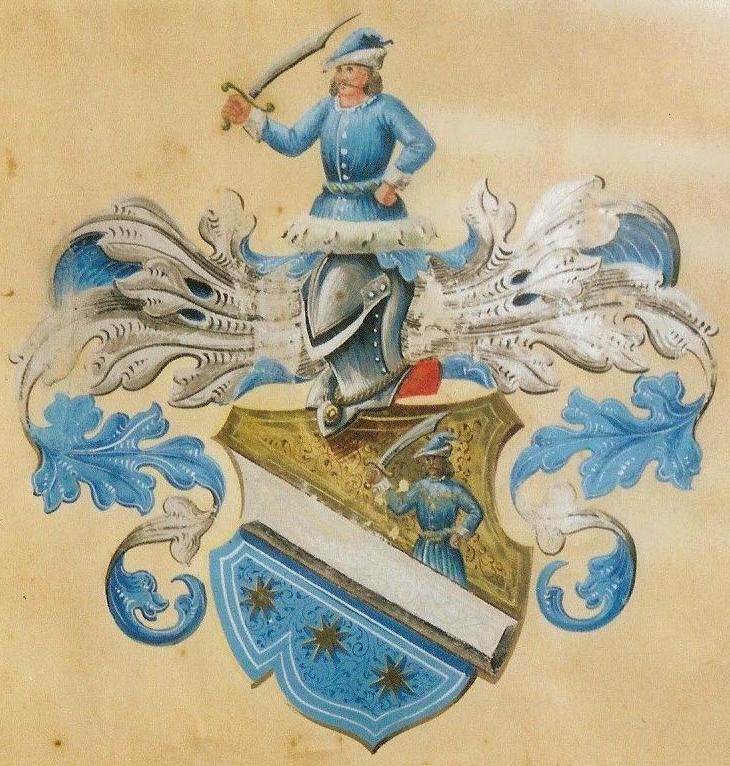
Familienwappen Andergassen. Anton Johann Andergassen. Um 1900. Graphik

Die Familien An der Gassen bzw. Andergassen stammen großteils aus Kaltern an der Weinstraße in Südtirol, dem dortigen Überetsch und dem Südtiroler Unterland.

## Anfänge
Bereits 1343 wird ein  Toldo an der Gassen in einer Urkunde des Heiliggeistspitals Bozen genannt. 1419 wird ein Peter an der Gassen in einer Urkunde des Kalterer Pfarrarchivs erwähnt. Er war zweifellos der Besitzer des Ansitzes an der Gassen in Kaltern-Oberplanitzing, der sich nach wie vor nahe der Kirche St. Johannes der Täufer befindet.

## Genealogie
Die Frage, ob eine Verbindung der Herren an der Gassen von Tirol zu den Überetscher An der Gassen bestand, kann erst beantwortet werden, wenn dies durch Quellen hinreichend belegt wird. Einstweilen muss sie ein Mythos der Andergassen’schen Familiengeschichte bleiben.
Ein Beleg für diese These könnte jedoch sein, dass ein Peter an der Gassen als Mitglied der Familie an der Gassen von Tirol 1394 in einer Urkunde erwähnt wird. Sollte es sich dabei um denselben handeln, der als Peter an der Gassen von Oberplanitzing 1419 in der oben genannten Kalterer Urkunde auftaucht, wäre dies eine Quelle für eine verwandtschaftliche Beziehung der Tiroler Bischofsfamilie zur in Kaltern erstmals in einer Urkunde erwähnten Andergassen-Familie.

## Wappen
Bereits am 7. Oktober 1555 erfolgte in Innsbruck eine Wappenverleihung an Hans von der Gassen. Beschreibung: Querfach schwarz über silber, Gämse wachsend, farbengewechselte Helmzier, Gämse wie vorhin wachsend. Quelle: Typar. Caspar an der Gassen, genannt Walch in der Catnaw, vielleicht nach Cagnò am Nonsberg (Trentino). Gericht Schenna. 1. Oktober 1588
Die jedoch für die Familien weitaus prägendere zweite neuzeitliche Wappenverleihung erfolgte an die Brüder Hans, Georg und Michael an der Gassen mit Lehenartikel durch Kaiser Maximilian II. in Prag am 1. März 1575, aufgrund von Verdiensten im Verwaltungswesen und im Krieg gegen die Osmanen. Der dabei verliehene Wappenbrief zuletzt bei August Andergassen gesichtet gilt seit der Zeit des Zweiten Weltkriegs als verschollen. Der überwiegende Teil der heute existierenden Kalterer Andergassen-Familien sind höchstwahrscheinlich Nachkommen dieser historisch Wappen führenden Familien. Das Wappen ist stilistisch durch die Renaissance beeinflusst.
Wappenbeschreibung: Ein silbernes Schrägband teilt das Schild mittig, von rechts oben nach links unten. Im unteren, blauen Feld befinden sich drei goldfarbene, sechszackige Sterne. Im oberen, goldenen Feld ist die Figur eines Mannes abgebildet. Beide Felder sind ornamental verziert. Der Dargestellte trägt einen gestutzten grauen Schnurrbart und längere Haare. Bekleidet ist er mit einem blau-weißen, ungarischen Mantel, der durch sechs goldfarbene Knöpfen verschlossen ist, und dessen Wams durch einen blauen Gürtel gehalten wird. Das Haupt ist mit einem blauen Hut und gelber Stülpe bedeckt. In seiner rechten Hand hält er einen gezückten silber-goldenen Säbel, mit der linken Hand stützt er sich an der Seite ab. Über dem silbernen Stechhelm, der als heraldisches Symbol des Bürgerwappens gilt, ist nochmals der Fechter zu sehen. Als Helmzier fungieren blau und gelb gewundene Helmdecken.
Historische Quellen und Darstellungen:
- Malerei. Familienwappen An der Gassen. Erhardt Andergassen. Um 1600. Vgl. Bilddatei[11]
- Typar. Erhard an der Gassen. um 1600.[12] Im Jahre 1598 stellt er einen Schuldbrief für Wilhelm von Wohlgemuth aus, es betrifft ein Gut in Oberplanitzing.[13]
- Typar. Leonhart an der Gassen. Gerichtsanwalt in Leifers. 2. Oktober 1615.[14]
- Regest. E[ber]rhard an der Gassen. 11. September 1647. Der Pfalzgraf Johann Werndle erhielt von ihm ein Notariats Diplom.[15]
- Allianzwappen. Rosina Klingerin und Jacob an der Gassen.  Hoftorbogen. 1671. Oberplanitzing

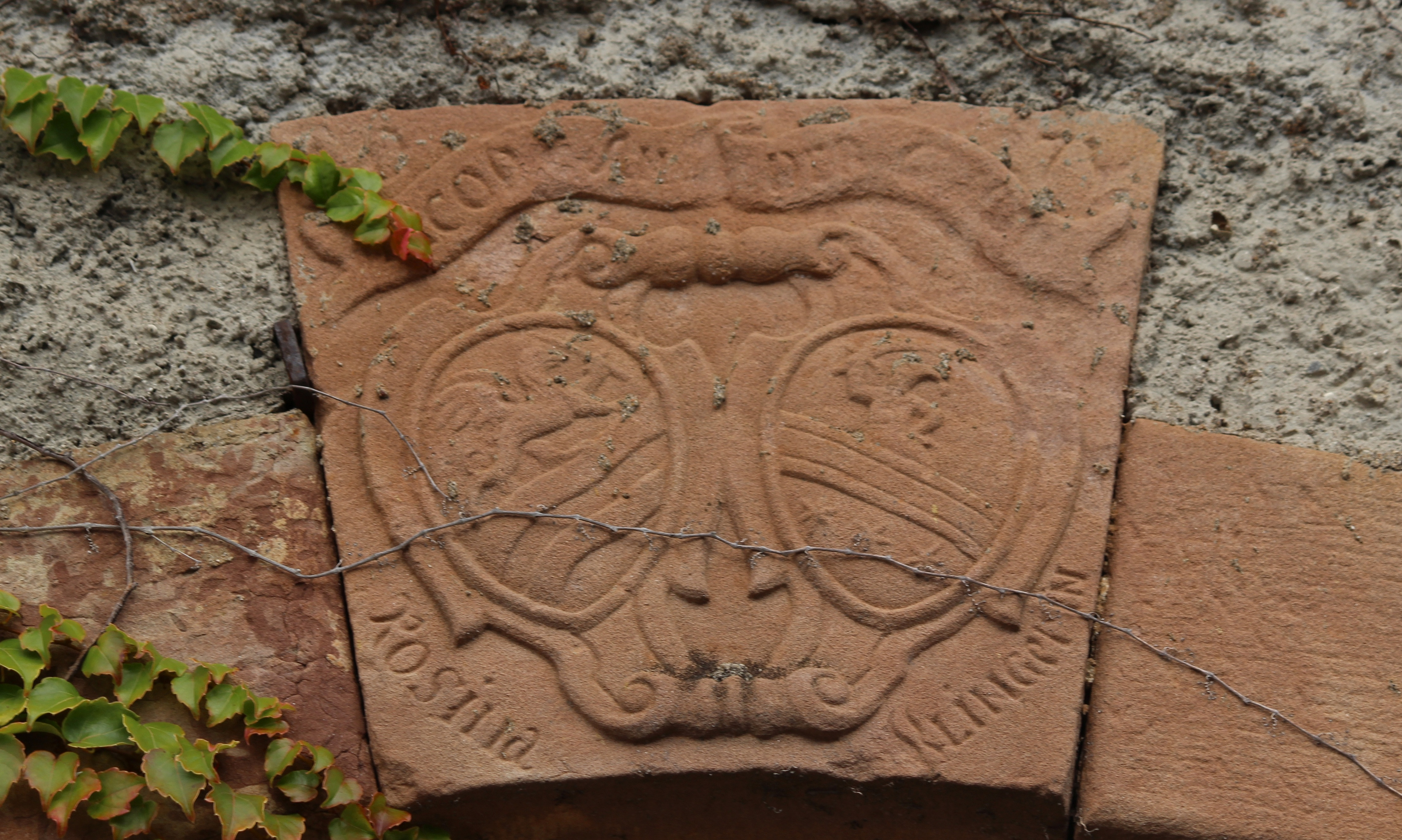
Allianzwappen Jakob Andergassen und Rosina Klingerin

- Siegel. H.A.D.G. 1683. Hieronymus An der Gahsen[16] vidimiert 2 Diplomabschriften der Familie von Leihs Laimburg.[17]
- Epitaph. Weißer Marmor. Johann Valentin Andergassen († 1831). Bürger von Kaltern, und zahlreiche Nachkommen. Kaltern[18]
- Graphik mit handschriftl. Text. "Stammwappen der Familie Andergaßen". Anton Johann Andergassen. Um 1900. Vgl. Bilddatei. "Die Familie Andergassen früher getrennt geschrieben "An der Gassen" entstammt einem guten bürgerlichen Geschlechte aus Tyrol. Sie führt im dreiteiligen Schilde auf goldenem Grund eine männliche, mit einem Schwert bewaffnete Figur, Mannhaftigkeit und Tapferkeit bedeutend. Das weiße Schrägband zeigt auf den "reinem Sinn", die goldenen Sterne im blauen Feld auf "Weißheit" und "Ruhm" der Geschlechter hin. Der Stechhelm und die Helmzier bekunden die gute bürgerlicher Abkunft. Das silberne Schrägband bezeugt die "Stärke" der Familie."[19]

## Namensschreibung
Der durch zwei Präpositionen geprägte, ursprünglich eine Wohnstätte bezeichnende Name, wurde in den Pfarrmatrikeln, seit deren Einführung im Tridentinum, zusammengeschrieben.
Da deutschsprachige Namen in Südtirol aus politischen Gründen im italienischen Faschismus partiell italianisiert und ersetzt wurden, existiert seither mit Dallavia auch eine italienische Variante.